# Salento (vino)
L'indicazione geografica tipica Salento è riservata ai mosti e ai vini che rispondono ai seguenti criteri:
- bianchi, anche nelle varietà frizzante e passito;
- rossi, anche nelle varietà frizzante, passito e novello;
- rosati, anche nella varietà frizzante.

## Indicazione geografica
I vini a indicazione geografica tipica Salento bianco e rosso devono essere ottenuti da uve provenienti da vigneti, composti nell'ambito aziendale, da uno o più vitigni raccomandati e/o autorizzati per le provincie di Brindisi, Lecce e Taranto, a bacca di colore corrispondente.
I vini a indicazione geografica tipica Salento rosato devono essere ottenuti dalla vinificazione delle uve provenienti dal vitigno Negroamaro. Possono concorrere alla produzione di detto vino le uve provenienti da vitigni a bacca nera raccomandati e/o autorizzati  per le provincie di Brindisi, Lecce e Taranto fino a un massimo del 30%.

## Vitigni
L'indicazione geografica tipica Salento bianco, con la specificazione di uno dei seguenti vitigni è riservata ai mosti e vini ottenuti dalla vinificazione delle uve provenienti dai seguenti vitigni per almeno l'85%:
- Bombino bianco;
- Chardonnay;
- Fiano;
- Garganega;
- Greco;
- Malvasia;
- Moscato;
- Pinot bianco;
- Sauvignon;
- Trebbiano;
- Verdeca;
- Vermentino.

L'indicazione geografica tipica Salento rosso con la specificazione di uno dei seguenti vitigni è riservata ai mosti e vini ottenuti dalla vinificazione delle uve provenienti dai seguenti vitigni per almeno l'85%:
- Aleatico;
- Cabernet[non chiaro];
- Cabernet sauvignon;
- Lambrusco;
- Malvasia;
- Negroamaro;
- Primitivo,

Possono concorrere, da sole o congiuntamente, alla produzione dei mosti e vini sopra indicati, le uve dei vitigni a bacca di colore analogo, raccomandati e/o autorizzati per le province dì Brindisi, Lecce e Taranto, fino ad un massimo del 15%.
L'indicazione geografica tipica Salento rosato, con la specificazione del vitigno Negroamaro è riservata al vino ottenuto dalla vinificazione delle uve di detto vitigno per almeno l'85%.

## Produzione
Le uve destinate alla produzione dei vini a indicazione geografica tipica Salento, seguita o meno dal riferimento al nome dei vitigno, devono assicurare ai vini un titolo alcolometrico volumico naturale minimo di:
- 10% per i bianchi;
- 10% per i rosati;
- 10,5% per i rossi;
- 11 % per il Primitivo.

Le uve destinate alla produzione della varietà frizzante possono, in deroga, assicurare un titolo alcolometrico volumico naturale minimo inferiore dello 0,5% vol. Nel caso di annate particolarmente sfavorevoli, detti valori possono essere ridotti dello 0,5% vol.
Articolo 5.

## Titoli alcolometrici
I vini a indicazione geografica tipica «Salento», anche con la specificazione del nome del vitigno, all'atto dell'immissione al consumo, devono avere i seguenti titoli alcolometrici volumici totali minimi:
- «Salento» bianco 10,5%
- «Salento» rosso 12%
- «Salento» rosato 11,5%
- «Salento» novello 11 %
- «Salento» passito secondo la vigente normativa.